# یواس‌اس رانلس (دی‌یی-۷۹۳)
یواس‌اس رانلس (دی‌یی-۷۹۳) (به انگلیسی: USS Runels (DE-793)) یک کشتی بود که طول آن ۳۰۶ فوت (۹۳ متر) بود. این کشتی در سال ۱۹۴۳ ساخته شد.